# اعريب (اعريب)
اعريب هو دُوَّار يقع بجماعة امحاميد الغزلان، إقليم زاكورة، جهة درعة تافيلالت في المملكة المغربية. ينتمي الدوّار لمشيخة اعريب التي تضم دوارين. يقدر عدد سكانه بـ 2613 نسمة حسب الإحصاء الرسمي للسكان والسكنى لسنة 2004.

## روابط خارجية
- البوابة الوطنية للجماعات الترابية
- المندوبية السامية للتخطيط